# Miguel Cabrejos
Héctor Miguel Cabrejos Vidarte OFM (ur. 5 lipca 1948 w Chota) – peruwiański duchowny rzymskokatolicki, franciszkanin, w latach 1988–1996 biskup pomocniczy Limy, w latach 1996–1999 ordynariusz polowy Peru, arcybiskup Trujillo (1999–2025).
W latach 2006-2012 i 2018-2025 był przewodniczącym Konferencji Episkopatu Peru. 15 maja 2019 został wybrany na czteroletnią kadencję przewodniczącego CELAM.